# Parexarnis vestilina
Parexarnis vestilina là một loài bướm đêm trong họ Noctuidae.